# 수잔 아이젠버그

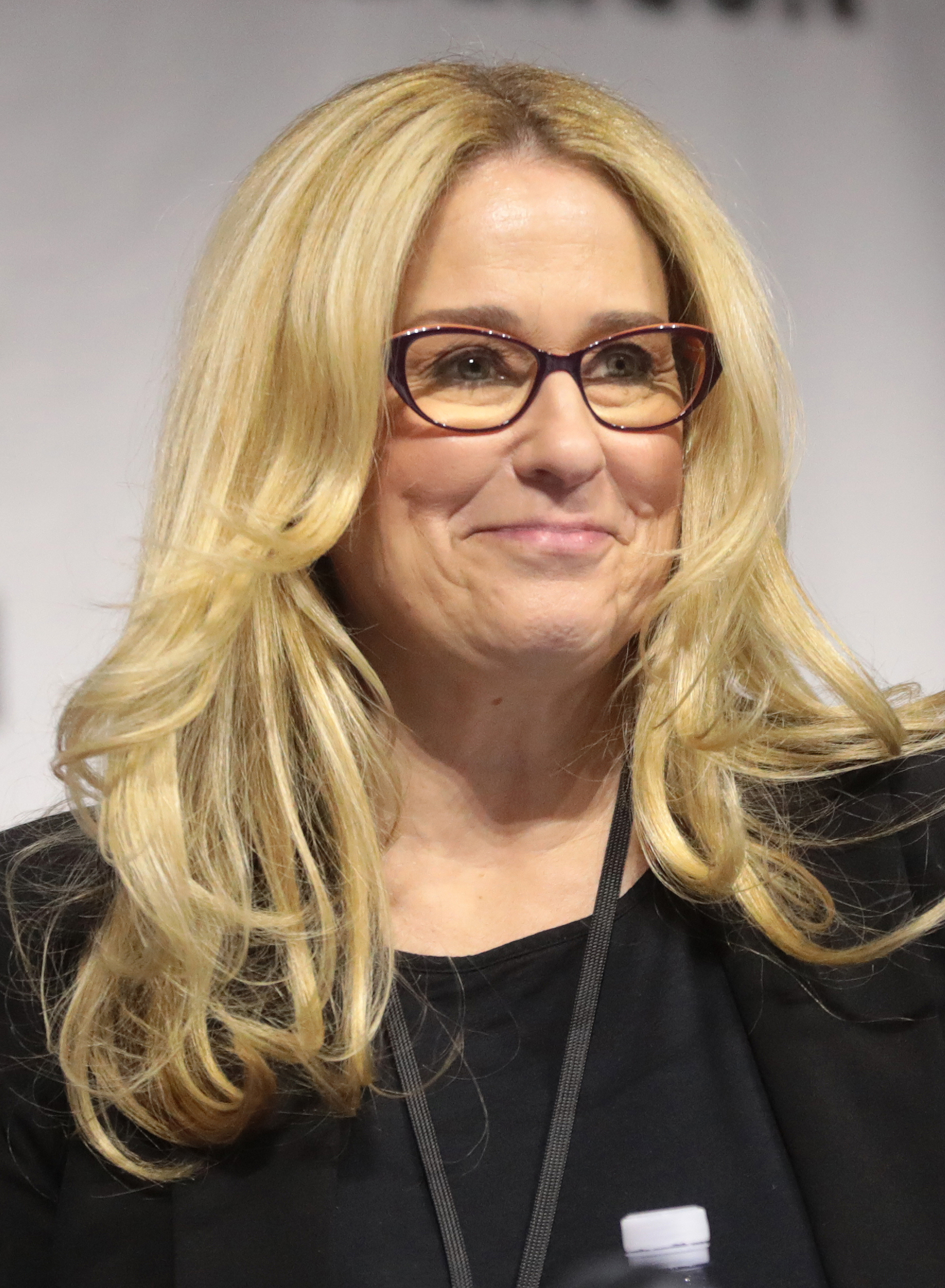

수잔 아이젠버그(Susan Eisenberg, 1964년 8월 21일 ~ )는 미국의 배우, 성우, 텔레비전 배우, 영화배우이다.
로드아일랜드주에서 태어났다.

## 영화
- 저스티스 리그 vs 더 페이탈 파이브 (2019년)
- 레고 DC코믹스 슈퍼히어로 아쿠아맨: 아틀란티스의 분노 (2018년)
- 저스티스 리그: 둠 (2012년) - 원더우먼(목소리) 역
- 슈퍼맨/배트맨: 아포칼립스 (2010년)
- 저스티스 리그 (2001년)